# Kállai
A Kállai vagy Kállay régi magyar családnév, amely a származási helyre utalhat: Kálló (Nógrád vármegye), Nagykálló és Kiskálló (Szabolcs-Szatmár-Bereg vármegye), Szuhakálló (Borsod-Abaúj-Zemplén vármegye).

## Híres Kállai családok
- Kállay család, az egyik legrégibbi nemes család, amely eredetét a Balogsemjén nemzetségből veszi

## Híres Kállai nevű személyek
Kállai
- Kállai Bori (1950) magyar színésznő
- Kállai Csaba (1967) újszászi vállalkozó
- Kállai Ernő (1890–1954) művészettörténész, művészeti író, kritikus
- Kállai Ernő (1915–?) orvos, orvosi szakíró
- Kállai Ernő (1969) roma származású történelem szakos tanár, jogász
- Kállai Ferenc (1925–2010) magyar színész, rendező, főiskolai és egyetemi tanár
- Kállai Gábor (1959–2021)[2] sakkozó, nemzetközi nagymester
- Kállai Gábor labdarúgó
- Kállai Gyula (1910–1996) politikus, újságíró
- Kállai István (1929–2015) magyar író, dramaturg, humorista
- Kállai Norbert (1984) magyar labdarúgóhátvéd
- Kállai Pál (1933–2006) magyar versenylovas, sportoló

Kállay
- Kállay Béni (1839–1903) politikus, diplomata, történész
- Kállay Ferenc (1790–1861) művelődéstörténész, nyelvtörténész, jogász
- Kállay Gábor (1953) operaénekes, furulyaművész, az Excanto együttes vezetője
- Kállay Ilona (1930–2005) magyar színésznő
- Kállay István (1833–1897) református gyakorlóiskolai tanító
- Kállay István (1931–1998) levéltáros, történész, egyetemi oktató
- Kállay Miklós (1885–1955) író, műfordító, kritikus, lapszerkesztő
- Kállay Miklós (1887–1967) politikus, miniszterelnök
- Kállay Tibor (1881–1964) pénzügyminiszter a második Bethlen-kormányban